# Elena Víboras
Elena Víboras Jiménez (Alcalá la Real, Jaén, 4 de febrero de 1956) es una médica y política española. Fue alcaldesa de su localidad natal entre 2007 a 2013, y consejera de Agricultura, Pesca y Desarrollo Rural de la Junta de Andalucía desde 2013 a 2015.

## Biografía
Es doctora en Medicina y Cirugía y máster en Salud Pública y Administración Sanitaria por la Escuela Andaluza de Salud Pública, ejerció como médico especialista en Atención Primaria (1982-1996).
Fue diputada autonómica entre 1994 y 2004. En el Parlamento de Andalucía desempeñó, entre otras responsabilidades, las de portavoz de Salud del Grupo Parlamentario Socialista y portavoz coordinadora de la Comisión de Coordinación, Régimen de las Administraciones Públicas y Justicia. Posteriormente, en el periodo 2003-2007, fue senadora por la provincia de Jaén. En la Cámara Alta ejerció como portavoz de Reglamento y secretaria de Mesa de la Comisión de Salud.
Autora de diversas publicaciones de investigación sobre salud en revistas especializadas, Elena Víboras ha sido miembro de la Comisión Ejecutiva de la Federación Andaluza de Municipios y Provincias (FAMP) y del Consejo Consultivo de la Provincia de Jaén. Antes de ser alcaldesa de Alcalá la Real, fue concejala (1991-2003) y teniente de alcalde (1991-1999) en este municipio.